# Wrong Creatures
Wrong Creatures è l'ottavo album in studio del gruppo rock statunitense Black Rebel Motorcycle Club, pubblicato il 12 gennaio 2018.

## Tracce
1. DFF
2. Spook
3. King of Bones
4. Haunt
5. Echo
6. Ninth Configuration
7. Question of Faith
8. Calling Them All Away
9. Little Thing Gone Wild
10. Circus Bazooko
11. Carried from the Start
12. All Rise